# Закон Ампера — Максвелла
Закон Ампера — Максвелла (синоним: обобщенная теорема Ампера о циркуляции) — закон электромагнетизма, исторически завершивший создание замкнутой и непротиворечивой классической электродинамики.
Открыт Максвеллом, обобщившим теорему Ампера о циркуляции магнитного поля на общий случай, включающий переменные несоленоидальные (незамкнутые) токи и меняющиеся во времени поля.
Формулировка этого закона составляет четвёртое уравнение Максвелла:
{\displaystyle \oint \limits _{\partial S}\mathbf {B} \cdot \mathbf {dl} =\int \limits _{S}{\Big (}\mathbf {j} +{\frac {\partial \mathbf {E} }{\partial t}}{\Big )}\cdot \mathbf {dS} }
Здесь уравнение записано в интегральной форме в наиболее простом и фундаментальном виде: для вакуума, в рационализированной системе единиц с кулоновской константой {\displaystyle 1/(4\pi )} и скоростью света равной единице.
S — любая поверхность, интеграл в правой части — сумма обычного тока (первый член) и тока смещения (второй член), введенного в уравнение Максвеллом. {\displaystyle \partial S} — край этой поверхности, представляющий собой замкнутую кривую, по которой взят контурный интеграл в левой части - циркуляция магнитного поля (вектора магнитной индукции) В; j — плотность тока, Е — напряженность электрического поля, {\displaystyle \partial /\partial t} — производная по времени.
- Запись для вакуума и среды в разных системах единиц - см. ниже.

Это же уравнение в дифференциальной форме:
{\displaystyle \nabla \times \mathbf {B} =\mathbf {j} +{\frac {\partial \mathbf {E} }{\partial t}}}
(здесь в левой части ротор магнитного поля, {\displaystyle \nabla } — оператор набла, {\displaystyle \times } — векторное произведение).
В обычной гауссовой системе единиц (с кулоновской константой 1, в отличие от единиц, примененных в статье выше) эти уравнения выглядят так:
Для вакуума:
{\displaystyle \oint \limits _{\partial S}\mathbf {B} \cdot \mathbf {dl} ={\frac {4\pi }{c}}\int \limits _{S}\mathbf {j} \cdot \mathbf {dS} +{\frac {1}{c}}\int \limits _{S}{\frac {\partial \mathbf {E} }{\partial t}}\cdot \mathbf {dS} }
или
{\displaystyle \nabla \times \mathbf {B} ={\frac {4\pi }{c}}\mathbf {j} +{\frac {1}{c}}{\frac {\partial \mathbf {E} }{\partial t}}.}
Для диэлектрической среды:
{\displaystyle \oint \limits _{\partial S}\mathbf {H} \cdot \mathbf {dl} ={\frac {4\pi }{c}}\int \limits _{S}\mathbf {j} \cdot \mathbf {dS} +{\frac {1}{c}}\int \limits _{S}{\frac {\partial \mathbf {D} }{\partial t}}\cdot \mathbf {dS} }
или
{\displaystyle \nabla \times \mathbf {H} ={\frac {4\pi }{c}}\mathbf {j} +{\frac {1}{c}}{\frac {\partial \mathbf {D} }{\partial t}}.}
Для вакуума:
{\displaystyle \oint \limits _{\partial S}\mathbf {B} \cdot \mathbf {dl} =\mu _{0}\int \limits _{S}\mathbf {j} \cdot \mathbf {dS} +{\frac {1}{c^{2}}}\int \limits _{S}{\frac {\partial \mathbf {E} }{\partial t}}\cdot \mathbf {dS} }
или
{\displaystyle \nabla \times \mathbf {B} =\mu _{0}\mathbf {j} +{\frac {1}{c^{2}}}{\frac {\partial \mathbf {E} }{\partial t}}.}
Для диэлектрической среды:
{\displaystyle \oint \limits _{\partial S}\mathbf {H} \cdot \mathbf {dl} =\int \limits _{S}\mathbf {j} \cdot \mathbf {dS} +\int \limits _{S}{\frac {\partial \mathbf {D} }{\partial t}}\cdot \mathbf {dS} }
или
{\displaystyle \nabla \times \mathbf {H} =\mathbf {j} +{\frac {\partial \mathbf {D} }{\partial t}}.}
Обобщение теоремы Ампера о циркуляции потребовало ввести в формулу Ампера дополнительный член с током смещения.

## Обоснование
Теорема Ампера о циркуляции магнитного поля, сводящаяся к формуле
{\displaystyle \oint \limits _{\partial S}\mathbf {B} \cdot \mathbf {dl} =\int \limits _{S}\mathbf {j} \cdot \mathbf {dS} }
Здесь снова записываем уравнение в том же виде, как в начале статьи, то есть для вакуума, 
в рационализированной системе единиц с кулоновской константой {\displaystyle 1/(4\pi )} и скоростью света равной единице.
S — любая поверхность, интеграл в правой части — электрический ток через эту поверхность. {\displaystyle \partial S} — граница этой поверхности — замкнутая кривая,  по которой взят контурный интеграл в левой части - циркуляция магнитного поля (вектора магнитной индукции) В; j — плотность тока.
верная в рамках магнитостатики (и никак не меняющаяся при добавлении электростатики) достаточно хорошо обоснована эмпирически для статических (а также и для медленно меняющихся со временем) полей. Теоретически она прямо связана с законом Био-Савара (аналогом закона Кулона в магнитостатике) и может быть доказана как теорема исходя из него (так же как и обратно закон Био - Савара может быть получен из основных уравнений магнитостатики — формулы Ампера и закона Гаусса для магнитного поля).
Поэтому при поиске варианта этой формулы для общего случая меняющихся полей и токов, то есть  аналогичного закона в электродинамике, можно исходить из хорошо обоснованного постулата, что теорема Ампера верна для постоянных токов и постоянных во времени полей (из чего исторически и исходил Максвелл).
Однако при переходе к общему случаю переменных токов (и меняющихся во времени полей), обнаруживается, что мы не можем пользоваться этой формулой, по крайней мере, не можем пользоваться ею в неизменном виде (а это означает, что формула должна быть как-то исправлена, хотя, по-видимому, общую её структуру хотелось бы сохранить, раз уж она хорошо работает в магнитостатическом случае).
Возникающую проблему (состоящую в том, что формула Ампера становится внутренне противоречивой при попытке использовать её вне магнитостатики) мы опишем несколько по-разному в двух параграфах ниже, так же как и несколько по-разному обоснуем в каждом из них необходимую поправку.

#### Элементарное обоснование на частном примере
Рассмотрим конкретно представленную на схеме электрическую цепь, содержащую конденсатор.
Например, это может быть простой колебательный контур, как на рисунке (конденсатор обозначен на нём как C, а L - катушка индуктивности). (Нас на самом деле будет интересовать только часть цепи вблизи конденсатора, а остальная часть схемы не важна, то есть вместо L может быть просто провод, а может содержать и какое угодно устройство, способное (автоматически или вручную) изменять ток, текущий в конденсатор, например, это может быть электрическая батарея с выключателем. Будем считать для простоты, что зазор между пластинами конденсатора не содержит способной поляризоваться среды, то есть это вакуум (или, скажем, воздух, поляризуемостью которого можно с хорошей точностью пренебречь).
Иными словами, мы здесь можем ограничиться рассмотрением только вот этой части цепи:
Теперь можно приступить к анализу работы формулы Ампера в этом нашем конкретном примере.
1. Непротиворечивость исходной теоремы в нашем примере для случая постоянного тока:
В случае наложенного условия постоянности тока в цепи, оказывается, что ток через конденсатор просто не может течь. Действительно, если ток, втекающий на пластины конденсатора не меняется со временем, то заряд на пластинах растет до бесконечности, что, очевидно, физически бессмысленно, и такой вариант можно смело исключить из рассмотрения. Таким образом, теорема Ампера в этом случае очевидно работает, так как нет никаких токов и магнитных полей, т.е. левая и правая часть уравнения
{\displaystyle \oint \limits _{\partial S}\mathbf {B} \cdot \mathbf {dl} =\int \limits _{S}\mathbf {j} \cdot \mathbf {dS} }
просто нулевые.
Однако всё коренным образом меняется, когда мы рассматриваем переменные токи (которые, конечно же, возможны в реальности). Эта формула начинает давать противоречивые результаты, если попытаться её использовать.
2. Противоречие исходной формулы в случае переменного тока:
Действительно, выберем конкретную поверхность интегрирования {\displaystyle S=S_{1}} такой, чтобы она проходила между пластинами конденсатора (то есть на рисунке - почти горизонтальной, чтобы проходить между горизонтальными пластинами, не касаясь их; будем - просто для определенности и удобства - считать, что она почти горизонтальна и за краями пластин конденсатора; можно выбрать её и строго горизонтальной) и выходящей за его края, то есть большей площади, чем пластины. Тогда край этой поверхности {\displaystyle \partial S_{1}}, представляющий собой контур для вычисления интеграла (циркуляции B) в левой части, будет некоторой кривой вокруг конденсатора (а если мы выбрали {\displaystyle S_{1}} строго горизонтальной, то этот контур будет также лежать в горизонтальной плоскости).
Поверхность {\displaystyle S_{1}} нигде не пересекается проводником, через неё нигде не течет ток (j в зазоре конденсатора везде равно нулю, там нет зарядов, способных переносить ток). Значит, правая часть уравнения равна нулю, и, в предположении что само уравнение верно - нулю равна и левая - то есть циркуляция магнитного поля по краю {\displaystyle S_{1}}:
{\displaystyle \oint \limits _{\partial S_{1}}\mathbf {B} \cdot \mathbf {dl} =\int \limits _{S_{1}}\mathbf {j} \cdot \mathbf {dS_{1}} =0.}
Обозначим C этот край поверхности {\displaystyle S_{1}} (контур интегрирования в левой части уравнения): {\displaystyle C=\partial S_{1}}.
Однако {\displaystyle S_{1}} - не единственная поверхность, имеющая такой край. На контур C можно «натянуть» и другую, не совпадающую с S, поверхность, и даже бесконечно много различных поверхностей (так что край у всех будет совпадать).
Конкретно выберем («натянем» на C) другую поверхность {\displaystyle S_{2}} так, чтобы её край совпадал с C, а сама она проходила не через зазор конденсатора, а чуть выше, пересекая провод, подводящий к конденсатору ток (такую поверхность можно получить из {\displaystyle S_{1}} несколько выгнув её вверх).
Очевидно, что интеграл в правой части, представляющий собой электрический ток через поверхность {\displaystyle S_{2}} не равен нулю:
{\displaystyle \oint \limits _{\partial S_{2}}\mathbf {B} \cdot \mathbf {dl} =\int \limits _{S_{2}}\mathbf {j} \cdot \mathbf {dS_{2}} \neq 0.}
Получилось противоречие, т.к. в левой части, вследствие
{\displaystyle \partial S_{1}=\partial S_{2}=C}
стоит один и тот же контурный интеграл по контуру C, а правые части дают разный результат:
{\displaystyle \oint \limits _{C}\mathbf {B} \cdot \mathbf {dl} =\int \limits _{S_{1}}\mathbf {j} \cdot \mathbf {dS_{1}} =0,}
{\displaystyle \oint \limits _{C}\mathbf {B} \cdot \mathbf {dl} =\int \limits _{S_{2}}\mathbf {j} \cdot \mathbf {dS_{2}} \neq 0.}
Следовательно, формула Ампера в своем первоначальном виде противоречива в случае переменных токов.
3. Нахождение поправки, устраняющей противоречие:
Уже чисто качественно довольно очевидно, что в зазоре конденсатора (там, где проходит поверхность {\displaystyle S_{1}} и где j = 0), есть, наверное, единственное, что могло бы заменить собой j, чтобы интеграл по {\displaystyle S_{1}} дал тот же результат, что по {\displaystyle S_{2}}, и этим самым устранилось противоречие. Это меняющееся электрическое поле.
Более того, сразу видно, что быстрота изменения напряженности электрического поля {\displaystyle \partial E/\partial t} в конденсаторе пропорциональна току, подходящему к этому конденсатору (а этот ток - и есть интеграл по второй поверхности:
{\displaystyle I=\int \limits _{S_{2}}\mathbf {j} \cdot \mathbf {dS_{2}} .}
Значит, есть шанс, что проинтегрировав {\displaystyle \partial E/\partial t} по поверхности {\displaystyle S_{1}} мы получим результат, совпадающий с I (может быть, домножив на какой-то коэффициент).
Теперь осталось выяснить, каким должен быть этот коэффициент и убедиться, что все детали вычислений совпадают.
Для этого выразим теперь поле в конденсаторе количественно:
{\displaystyle E=\sigma }
(в выбранных нами здесь единицах измерения).
Если законно пренебречь краевыми эффектами (считая площадь пластин конденсатора очень большой, а расстояние между ними маленьким), можем пользоваться формулой для напряженности поля, выписанной выше, по всей площади конденсатора (за исключением самых краев, областями вблизи которых мы пренебрегаем), а направление вектора E всюду (за тем же исключением) перпендикулярно пластинам (на рисунке - вертикально). Плотность заряда {\displaystyle \sigma } (в том же приближении) не зависит от положения (постоянна на подавляющей части пластины).
Исходя из всего этого поток
{\displaystyle \Phi _{S_{1},\partial \mathbf {E} /\partial t}=\int \limits _{S_{1}}{\frac {\partial \mathbf {E} }{\partial t}}\cdot \mathbf {dS_{1}} =\int \limits _{S_{1}}{\frac {\partial E}{\partial t}}dS_{1}=\int \limits _{S_{1}}{\frac {\partial \sigma }{\partial t}}dS_{1}={\frac {\partial Q}{\partial t}}=I,}
То есть он точно равен I, а значит коэффициент не нужен (он равен единице).
Итак, имеем для поправочного члена (который мы обосновали для интегрирования по {\displaystyle S_{1}}, но который, видимо, должен оставаться таким и для произвольной поверхности интегрирования)
{\displaystyle I_{+}=\int \limits _{S}{\frac {\partial \mathbf {E} }{\partial t}}\cdot \mathbf {dS} },
а сама формула Ампера после добавки этого поправочного члена приобретает вид:
{\displaystyle \oint \limits _{\partial S}\mathbf {B} \cdot \mathbf {dl} =I+I_{+}}
или
{\displaystyle \oint \limits _{\partial S}\mathbf {B} \cdot \mathbf {dl} =\int \limits _{S}\mathbf {j} \cdot \mathbf {dS} +\int \limits _{S}{\frac {\partial \mathbf {E} }{\partial t}}\cdot \mathbf {dS} .}
(В нашем примере когда мы интегрируем по {\displaystyle S_{1}} - «работает» член {\displaystyle I_{+}} - на этой поверхности {\displaystyle I=0}, а когда по {\displaystyle S_{2}} - «работает» член {\displaystyle I} - на этой поверхности {\displaystyle I_{+}} превращается в ноль).
Таким образом, мы нашли поправочный член Максвелла к формуле Ампера и показали, что он устраняет противоречивость формулы в нашем простом примере. На самом деле он устраняет противоречивость формулы не только в этом частном случае, а всегда. Доказательство последнего утверждения содержится в следующем параграфе, оно чуть более формальное.

#### Стандартное общее обоснование
Здесь мы покажем, что поправка к формуле Ампера необходима и что она может иметь вид, предложенный Максвеллом, а также по возможности проследим, как она может быть точно построена из достаточно естественных и конструктивных соображений.
1. Начнем с утверждения о сохранении заряда.
Сохранение заряда выражается уравнением непрерывности:
{\displaystyle \nabla \cdot \mathbf {j} +{\frac {\partial \rho }{\partial t}}=0,}
где {\displaystyle \mathbf {j} } — плотность тока, {\displaystyle \rho } — плотность заряда, {\displaystyle \nabla \cdot \mathbf {j} } — дивергенция плотности тока {\displaystyle \mathbf {j} }.
2. Проанализируем непротиворечивость формулы Ампера в магнитостатическом случае вот в каком смысле:
В её левой части стоит циркуляция по некоторому контуру, который является краем поверхности интегрирования в правой части. При этом утверждается, что формула верна всегда, то есть для любых поверхностей. Однако две разные поверхности (и вообще сколь угодно много разных поверхностей) могут иметь совпадающий край; иными словами, мы можем натянуть на один и тот же контур две разные поверхности (а если надо, то и больше).
Очевидно, что для двух разных поверхностей, натянутых на один и тот же контур, левая часть уравнения будет одинаковой. В правой же части будет ток (поток j) через две разные поверхности, и если он не окажется одинаковым, то формула Ампера внутренне противоречива уже в магнитостатике. Покажем, что это не так.
В принципе достаточно было бы заметить, что линии тока замкнуты либо уходят на бесконечность. (Это утверждение представляется интуитивно очевидным, если заметить, что токи в магнитостатике по определению постоянны, а заряд сохраняется — и следовательно источников и стоков у плотности тока нет, а значит у линий тока нет начал или концов, и значит все они либо замкнуты, либо уходят на бесконечность). Тогда в любую замкнутую поверхность (или в пару разных поверхностей, натянутых на один и тот же контур, которая и образует вместе одну замкнутую поверхность) входит столько же линий тока, сколько из неё выходит.
Таким образом, в магнитостатике поле j соленоидально.
Сейчас полезно показать это и исходя из уравнения непрерывности.
В магнитостатике {\displaystyle {\frac {\partial \rho }{\partial t}}=0,} поскольку изменение плотности заряда привело бы к изменению порождаемого ею электрического поля, то есть нарушило бы условие постоянства полей.
Подставив это в уравнение непрерывности, сразу получаем, что для магнитостатики оно имеет вид:
{\displaystyle \nabla \cdot \mathbf {j} =0}
Это и есть условие соленоидальности поля j (так как проинтегрировав дивергенцию j по любому объёму, получим поток через его поверхность, и он будет равен нулю, так как дивергенция везде ноль.
3. Теперь заметим, что в случае перехода к общему (электродинамическому) случаю соленоидальность поля j сразу же теряется.
Действительно, теперь, вообще говоря, {\displaystyle {\frac {\partial \rho }{\partial t}}\neq 0,} а следовательно и {\displaystyle \nabla \cdot \mathbf {j} \neq 0.}
Таким образом мы получаем результат, что первоначальная аналитическое выражение закономерности, выведенной Ампером, содержит в правой части формулы только обозначение силы тока, и может принята, но с условием внутренней противоречивости (по причинам, разобранным выше, а именно, если {\displaystyle \nabla \cdot \mathbf {j} \neq 0}, то найдётся объём, интеграл по которому от такой дивергенции не равен нулю, и следовательно имеется не нулевой ток из этой поверхности, а значит можно найти две поверхности, натянутые на один и тот же контур, через которые течёт ток разных величин, а значит, если первоначальная формула Ампера верна. В этом случае, мы получим два разных взаимоисключающих значения циркуляции по одному и тому же контуру, то есть противоречие. Достаточно условное.
4. Теперь осталось найти исправление, которое устранило бы это противоречие.
Исходя из того, что мы хотим оставить общую структуру формулы Ампера, наиболее естественным путём её исправления было бы попытаться восстановить представление поля как соленоид (в правой части), но поскольку поле j в общем случае представленное в виде соленоида теряет наглядность модели, то естественно — было бы представить, какой более полной модели оно потребует для восстановления соленоидальности (после чего формула станет внутренне непротиворечивой, вероятно, в общем случае).
Заметим также, что эта поправка должна исчезать в случае постоянных во времени полей и постоянных токов.
Поскольку, при доказательстве гипотезы о «соленоидальности» поля j в магнитостатике, при несоленоидальных моделях, в электростатике приходится принимать уравнение непрерывности. Тогда, путём естественной логики может быть выведена мысль попытаться использовать именно его для введения поправок. Ведь в магнитостатическом случае одновременно приобретают нулевое значение оба выражения — и {\displaystyle \nabla \cdot \mathbf {j} }, и {\displaystyle \partial \rho /\partial t}. А для компенсации ненулевого потока, описываемого первой частью в общем случае, естественно было бы использовать вторую, так как их сумма всегда будет равна нулю.
Поищем, как использовать {\displaystyle \rho }.
Из электростатики известно, что
{\displaystyle \nabla \cdot \mathbf {E} =\rho .}
Постулируя, что это уравнение верно и в электродинамике, сопоставим его с уравнением непрерывности
{\displaystyle \nabla \cdot \mathbf {j} +{\frac {\partial \rho }{\partial t}}=0.}
Очевидно, что продифференцировав первое уравнение по времени, мы сразу получим в его правой части интересующий нас член {\displaystyle \partial \rho /\partial t}:
{\displaystyle \nabla \cdot {\frac {\partial \mathbf {E} }{\partial t}}={\frac {\partial \rho }{\partial t}}.}
Подставив его в уравнение непрерывности, сразу имеем:
{\displaystyle \nabla \cdot \mathbf {j} +\nabla \cdot {\frac {\partial \mathbf {E} }{\partial t}}=0}
и
{\displaystyle \nabla \cdot {\Big (}\mathbf {j} +{\frac {\partial \mathbf {E} }{\partial t}}{\Big )}=0.}
То есть, поле {\displaystyle {\Big (}\mathbf {j} +{\frac {\partial \mathbf {E} }{\partial t}}{\Big )}} — соленоидально.
И значит, если добавить в формуле Ампера к j следующее дополнение
{\displaystyle {\frac {\partial \mathbf {E} }{\partial t}}}, то эта формула утрачивает, как нам кажется, внутреннюю противоречивость (по крайней мере, при рассмотрении нами якобы имеющихся противоречий в исходной формуле Ампера) и приобретает свойства и форму, очень близкие к свойствам и форме исходной формулы Ампера, для случая магнитостатических сил. А при переходе к магнитостатике, поправка пропадает, то есть, выполняется принцип соответствия, и обобщённый закон Ампера — Максвелла в этом частном случае переходит в более раннюю теорему Ампера о циркуляции магнитного поля.
Итак, мы считаем, что нам удалось показать следующее, закон Ампера — Максвелла с введённой таким образом поправкой (и постулированием верности в общем случае закона Гаусса), может служить корректным обобщением формулы Ампера для общего электродинамического случая.

#### Дополнительные эвристические соображения
Несмотря на то, что с формальной точки зрения для введенного Максвеллом условия поправки имеются достаточные основания, для описаний приведённых в статье выше, с исторической точки зрения. Вполне вероятно, важными могли бы и явиться следующие дополнения, вытекающие из  эвристического опыта, которые способны были сообщить дополнительный ход мысли, в верном направлении при поиске более широкого толкования, с целью обобщить теоремы Ампера.
Кроме того, часть из этих соображений может иметь и самостоятельное значение, в смысле углубления понимания структуры и физического содержания процессов, описываемых уравнениями  Максвелла.

##### Ток смещения в диэлектриках
Одним из главных, вероятно, такими эвристическими поисками выдвинутые некие наши соображения (с исторической точки зрения, несомненно спорные) является наблюдение о токе смещения в диэлектрике.
Дело в том, что в случае, когда речь идёт не о вакууме, а о диэлектрической среде, то в этой среде имеет место действия ток смещения (являющийся с фундаментальной точки зрения обычным электрическим током. Однако, его можно считать довольно хорошо «спрятанным» от наиболее прямых видов наблюдения), который частично компенсирует рассогласование в формуле Ампера  заменяя собой частично ток проводимости в тех областях, где проводник отсутствует. Структура же тока смещения в диэлектрике (в смысле его аналитического выражения), содержит параметр скорости изменения электрического поля со временем, и практически совпадает с той, которая и даёт вводимую поправку. Учитывая, что таким образом ток смещения в диэлектрике дает частичную компенсацию ошибки (рассогласования) в формуле Ампера, недалеко до мысли, что аналогичное дополнение должно компенсировать рассогласование, полностью.
Недостающая для полной компенсации рассогласования часть поправочного части формулы называется (по аналогии с током смещения диэлектрика) - током смещения вакуума.
- Замечание: ток смещения вакуума не является "настоящим" электрическим током, несмотря на то, что формально очень похож на него тем, как он входит в уравнение Ампера-Максвелла (казалось бы, он имеет практически совпадающее с током смещения диэлектрика выражение и входит в это уравнение совершенно равноправно с током смещения диэлектрика, который в свою очередь настоящим электрическим током является).
  - Если бы ток смещения вакуума был настоящим электрическим током, заряды, им создаваемые, полностью устраняли бы электрическое поле, порождающее его, поскольку данный ток вызывается им и является наведённым (что и довольно абсурдно принимать, и несомненно не соответствует наблюдаемому классу явлений).
  - С точки зрения нашего времени, совпадение по виду члена с {\displaystyle \partial \mathbf {E} /\partial t} с током смещения для диэлектриков является скорее случайным, а совпадение термина ток смещения применительно к диэлектрику и вакууму - чисто условным. Тем не менее, аналогия, пусть даже рассматриваемая как чисто формальная, оказалась, как видим, очень продуктивной.

##### Симметрия уравнений электродинамики
Поправка к уравнению Максвелла делает, по нашему мнению, систему уравнений, описывающих электромагнетизм, более симметричной, и, следовательно, более наглядной. Более того, из соображений симметричности можно предсказать вид нашего "поправочного члена" с точностью до знака и постоянного коэффициента.
Система уравнений Максвелла с введённой поправкой {\displaystyle {\frac {\partial \mathbf {E} }{\partial t}}}:
{\displaystyle \nabla \cdot \mathbf {D} =\rho \qquad \nabla \times \mathbf {E} =-{\frac {\partial \mathbf {B} }{\partial t}}}
{\displaystyle \nabla \cdot \mathbf {B} =0\qquad \nabla \times \mathbf {B} =j+{\frac {\partial \mathbf {E} }{\partial t}}}